# 1907年のメジャーリーグベースボール
以下は、メジャーリーグベースボール（MLB）における1907年のできごとを記す。
1907年4月11日に開幕し10月12日に全日程を終え、ナショナルリーグはシカゴ・カブスが2年連続8度目のリーグ優勝で、アメリカンリーグはデトロイト・タイガースがリーグ初優勝をした。
ワールドシリーズはシカゴ・カブスが4勝1引き分けでデトロイト・タイガースを破りシリーズを初制覇した。
1906年のメジャーリーグベースボール - 1907年のメジャーリーグベースボール - 1908年のメジャーリーグベースボール

## できごと
シカゴ・カブスは、監督兼一塁手フランク・チャンス、二塁手ジョニー・エバース、遊撃手ジョー・ティンカーが併殺トリオと呼ばれ、多くの併殺プレーを見せて、さらに忘れられた三塁手ステンフェルトが攻守に活躍して黄金の内野陣と呼ばれた。また投手陣は「スリーフィンガー（三本指）」の愛称で知られるモーデカイ・ブラウンをはじめ、エド・ロイルバック、ジャック・フィースター、カール・ラングレン、オービィ・オーバーオールといったシーズン防御率1点台の投手を多く抱えて投手王国を形成していた。、

デトロイト・タイガースは、この年から選手兼監督で入団したヒューイー・ジェニングスの采配が冴えて、しかもタイ・カッブ がメジャーリーグ3年目で頭角を現し、またサム・クロフォードも活躍し、投手陣ではドノバンとキリアン両投手が共に25勝を上げてタイガースの初優勝に貢献した。タイガースはこの年からリーグ3連覇をする。
この年のワールドシリーズは、前年にホワイトソックスに苦杯をなめたカブスだったが、第1戦の引き分けの後に4連勝して、しかもその4勝がジャック・フィースター、エド・ロイルバック、オービィ・オーバーオール、そしてモーデカイ・ブラウンとそれぞれ先発投手が1勝して豊富な投手陣のカブスが圧勝した。タイガースは、カッブが5試合で4安打（打率.200）、クロフォードが5安打（打率.238）で、チーム打率.209と完全に打線は沈黙させられた。
- この年から打点が公表されるようになり、打点王は1920年から始まっている。ただし後年の記録調査から今では1876年からの各年の最多打点者は明らかになっている。

### タイ・カッブ
タイ・カッブ はこの年に打率.350で初の首位打者で以後9年連続首位打者となり、通算12回首位打者に輝く大打者へ第一歩を踏み出した。そして打点119、安打数212もリーグ最多であった。同じチームメイトでランニング・ホームランの記録を持つサム・クロフォードがこの年打率.323、後にメジャーリーグ歴代最多の通算309本の三塁打を打って三塁打王と呼ばれるクロフォードはこの年に得点102で最多得点となった。1910年代までいわゆる「三冠王」は打率・安打数・得点数の部門を制した選手を指していたとすれば(本塁打数はこの時期は注目されていなかった)、カッブとクロフォードで三冠を分け合ったことになる。ただし、別の説として、この時期の「三冠王」は打率・安打数・打点の部門を制した選手とするものがあり、その説に従えばこの1907年にカッブは打撃部門の「三冠王」を取ったことになる。しかし公式には2年後の1909年に打率.377、打点107、本塁打9本でカッブは三冠王になった、とされている。

### レガースの着用
ニューヨーク・ジャイアンツのロジャー・ブレスナハン捕手が、この年メジャーリーグで初めてレガース(脛当て)を着用した。1875年にグラブが考案されて以降、1885年にチェストプロテクターが考案されて、捕手の腹部と胸部が保護されてきたが、やがてキャッチャーミットが考案されて次第に広がり、1891年に正式に使用が許可され、そしてこの年に捕手の脛を守るための脛当てが考案された。

### アイダホの若い投手
この年に最下位を「独走」していたワシントン・セネタースのジョー・カンティロン監督はクリフ・ブランケンシップ捕手をスカウトにした。この当時は今のようなスカウティング専任の役職は無かった。ただブランケンシップ捕手がメジャーリーグの中で有数の「打てない捕手」でしかもケガをしてしまったのでスカウトに任じたのであった。その時にアイダホの旧知の人で酒類のセールスマンをやっていた野球狂の男から「素晴らしいピッチャーがいる」との報告を受けて、カンティロン監督はウイチタに派遣していたブランケンシップにアイダホに行くように連絡した。ブランケンシップはウイチタで有望な外野手（クライド・ミラン）を獲得してすぐにアイダホに向かった。ブランケンシップはこの噂の若い投手の試合を見てすぐに惚れ込んだ。その場ですぐに「契約金100ドル、今シーズンの残りに月350ドル」という破格の条件を提示した。相手はまだ17歳のカントリーボーイである。「ワシントンまでの汽車賃は？」「もしダメだったら帰りの汽車賃は？」と心配する純情な青年である。ところが入団してすぐに8月2日の対タイガース戦にカンティロン監督は先発させた。結果はサム・クロフォードに本塁打を打たれての2-3の惜敗だった。しかしタイ・カッブ は面食らっていた。余りの快速球と、打者に正対して身体を余り回転させずに、そして横手投げで投げてくる独特の投球モーションにバントで対応した。敗戦投手だが評判は一気に上がった。終生タバコや酒をやらず、ポーカーもやらない、クソ真面目な人間だった。この青年が後に生涯通算416勝（サイ・ヤングに次いで史上2位）、完封110（史上1位）などの数々の記録を作ったウォルター・ジョンソン である。

### ハイランダースの若い捕手
5月28日のニューヨーク・ハイランダース(後のヤンキース)対ワシントン・セネタース(ナショナルズ)の試合で、ハイランダースの3番手の控え捕手が先発メンバーとなった。そしてこの若い捕手はこの試合で未だに破られていない記録を作った。相手チームに13盗塁を許してしまったことである。このハイランダースの捕手の名前はブランチ・リッキー。翌日のワシントンポスト紙は「リッキーの送球はお粗末すぎた。お陰で走者はスタートさえ切れば盗塁に成功したも同然だった」と書かれる始末であった。この年に52試合出場して打率182、この年までの3年間で打った安打は82本。この年限りで引退した。その後監督に就任してセントルイス・ブラウンズとセントルイス・カージナルスに1913年から1925年まで通算10年務めたが優勝には手が届かなかった。しかしその後球団経営に携わってカージナルスのゼネラル・マネージャーに就任した時から、この1試合に13盗塁を許した人物はその才能と実力を発揮して、カージナルスでマイナーリーグのファーム制度を確立してカージナルスの黄金時代を創り、ブルックリン・ドジャーズに移ってからは多くの反対を押し切ってジャッキー・ロビンソンを採用し人種差別の壁を取り払って20世紀後半のメジャーリーグの歴史を大きく変え、メジャーリーグのゼネラル・マネージャーとして野球史に残る人物となった。

## 最終成績

### レギュラーシーズン
| 順 | チーム                           | 勝利 | 敗戦 | 勝率 | G差  |
| -- | -------------------------------- | ---- | ---- | ---- | ---- |
| 1  | デトロイト・タイガース           | 92   | 58   | .613 | --   |
| 2  | フィラデルフィア・アスレチックス | 88   | 57   | .607 | 1.5  |
| 3  | シカゴ・ホワイトソックス         | 87   | 64   | .576 | 5.5  |
| 4  | クリーブランド・ナップス         | 85   | 67   | .559 | 8.0  |
| 5  | ニューヨーク・ハイランダース     | 70   | 78   | .473 | 21.0 |
| 6  | セントルイス・ブラウンズ         | 69   | 83   | .454 | 24.0 |
| 7  | ボストン・アメリカンズ           | 59   | 90   | .396 | 32.5 |
| 8  | ワシントン・セネタース           | 49   | 102  | .325 | 43.5 |

| 順 | チーム                       | 勝利 | 敗戦 | 勝率 | G差  |
| -- | ---------------------------- | ---- | ---- | ---- | ---- |
| 1  | シカゴ・カブス               | 107  | 45   | .704 | --   |
| 2  | ピッツバーグ・パイレーツ     | 91   | 63   | .591 | 17.0 |
| 3  | フィラデルフィア・フィリーズ | 83   | 64   | .565 | 21.5 |
| 4  | ニューヨーク・ジャイアンツ   | 82   | 71   | .536 | 25.5 |
| 5  | ブルックリン・スーパーバス   | 65   | 83   | .439 | 40.0 |
| 6  | シンシナティ・レッズ         | 66   | 87   | .431 | 41.5 |
| 7  | ボストン・ダブズ             | 58   | 90   | .392 | 47.0 |
| 8  | セントルイス・カージナルス   | 52   | 101  | .340 | 55.5 |

### ワールドシリーズ
- タイガース 0 - 1 - 4 カブス

| 10/ 8 – | タイガース | 3 | - | 3 |  | カブス     |
| 10/ 9 – | タイガース | 1 | - | 3 |  | カブス     |
| 10/10 – | タイガース | 1 | - | 5 |  | カブス     |
| 10/11 – | カブス     | 6 | - | 1 |  | タイガース |
| 10/12 – | カブス     | 2 | - | 0 |  | タイガース |

## 個人タイトル

### アメリカンリーグ
| 項目   | 選手                     | 記録 |
| ------ | ------------------------ | ---- |
| 打率   | タイ・カッブ (DET)       | .350 |
| 本塁打 | ハリー・デービス (PHA)   | 8    |
| 打点   | タイ・カッブ (DET)       | 119  |
| 得点   | サム・クロフォード (DET) | 102  |
| 安打   | タイ・カッブ (DET)       | 212  |
| 盗塁   | タイ・カッブ (DET)       | 49   |

| 項目   | 選手                       | 記録 |
| ------ | -------------------------- | ---- |
| 勝利   | アディ・ジョス (CLE)       | 27   |
| 勝利   | ドク・ホワイト (CWS)       | 27   |
| 敗戦   | アル・オース (NYY)         | 21   |
| 敗戦   | バーニー・ペルティ (SLA)   | 21   |
| 防御率 | エド・ウォルシュ (CWS)     | 1.60 |
| 奪三振 | ルーブ・ワッデル (PHA)     | 232  |
| 投球回 | エド・ウォルシュ (CWS)     | 422⅓ |
| セーブ | ビル・ディニーン (BOS/SLA) | 4    |
| セーブ | トム・ヒューズ (WS1)       | 4    |
| セーブ | エド・ウォルシュ (CWS)     | 4    |

### ナショナルリーグ
| 項目   | 選手                         | 記録 |
| ------ | ---------------------------- | ---- |
| 打率   | ホーナス・ワグナー (PIT)     | .350 |
| 本塁打 | デーブ・ブレイン (BSN)       | 10   |
| 打点   | シェリー・マギー (PHI)       | 85   |
| 得点   | スパイク・シャノン (NYG)     | 104  |
| 安打   | ジンジャー・ビューモン (BSN) | 187  |
| 盗塁   | ホーナス・ワグナー (PIT)     | 61   |

| 項目   | 選手                           | 記録 |
| ------ | ------------------------------ | ---- |
| 勝利   | クリスティ・マシューソン (NYG) | 24   |
| 敗戦   | ストーニー・マグリン (STL)     | 25   |
| 防御率 | ジャック・フィースター (CHC)   | 1.15 |
| 奪三振 | クリスティ・マシューソン (NYG) | 178  |
| 投球回 | ストーニー・マグリン (STL)     | 352⅓ |
| セーブ | ジョー・マクギニティ (NYG)     | 4    |